# Inhale
Inhale to trzeci singiel wydany przez amerykański zespół Stone Sour. W 2004 roku utwór został nominowany do nagrody Grammy w kategorii Best Metal Performance.

## Lista utworów
1. "Inhale" – 4:25
2. "Inside The Cynic" – 3:23
3. "Inhale (Rough Mix)" – 3:31